# 楼大鹏
楼大鹏（1936年10月—），现任中国田径联合会主席。

## 生平
籍贯宁波，生于上海，年少时在英国。16岁时作为华侨回到中国。就读于北京钢铁学院（今北京科技大学），专业为机械学。后转为器械和运动研究，成为中国的机能运动专家。

## 任职
- 中国田径协会副主席，1982年
- 中国田径联合会（简称“中国田联”）主席
- 国际田径联合会理事、副主席
- 北京奥林匹克运动会申办委员会（简称北京“奥申委”）体育主任